# Niuta Tajtelbaum
Niuta Tajtelbaum   (Łódź, 31 d'octubre de 1917 - Varsòvia, juliol 1943) va ser una combatent jueva del gueto Varsòvia durant la Segona Guerra Mundial.

## Biografia
Niuta Tajtelbaum va néixer com a Ryfka Tajtelbaum el 31 d'octubre de 1917 a Łódź. El seu pare, Icek Majer Taitelbaum, era propietari d'una fàbrica. Durant la guerra va fer de missatgera per a la Żydowska Organizacja Bojowa i la Gwardia Ludowa. Com a lluitadora de la resistència antifeixista va ser «coneguda per trenar-se els cabells, vestir-se com una camperola polonesa i entrar disfressada a cases i oficines per a matar nazis». El 1943 Teitelbaum va afusellar cinc soldats nazis en un dia. Durant la guerra va ser buscada per la Gestapo, que oferia una recompensa de 150.000 złotys per ella. Es creu que va col·locar una bomba al cinema Kammerlichtspiele de Varsòvia, que era sovintejat pels soldats nazis, el gener de 1943.
La seva història s'explica al llibre de 2021 The Light of Days: The Untold Story of Women Resistance Fighters in Hitler's Ghettos de Judy Batalion.